# Eremoleon capitatus
Eremoleon capitatus là một loài côn trùng trong họ Myrmeleontidae thuộc bộ Neuroptera. Loài này được Navás miêu tả năm 1913.